# فرودگاه سطی‌لیببی
فرودگاه سطی‌لیببی (به انگلیسی: Sélibaby Airport) یک فرودگاه همگانی با کد یاتا SEY است. این فرودگاه در کشور موریتانی قرار دارد و در ارتفاع ۸۰ متری از سطح دریا واقع شده‌است.